# Cauperitis
Se llama cauperitis o cowperitis a la inflamación de las glándulas de Cowper. 
La cauperitis es una de las complicaciones de la blenorragia. Se manifiesta por un pequeño tumor que se desarrolla en el periné lateralmente, por detrás del escroto, un poco por delante del ano. Es un tumor duro, tenso, la mayoría de las veces, unilateral que termina ya por resolución ya por producción de abscesos perineales. 